# Daniele La Corte
Daniele La Corte (Alassio, 16 aprile 1949) è un giornalista e scrittore italiano.

## Biografia
Nella sua Alassio ha iniziato muovendo i primi passi nel mondo del giornalismo ancora giovanissimo, poco più che quindicenne, come corrispondente del quotidiano cattolico genovese “Il Nuovo Cittadino” passando poi, già durante il periodo di scuola media superiore, a collaborare con l'Agenzia Ansa, “La Gazzetta dello Sport”e il “Corriere dello Sport”. La parentesi sportiva lo porterà successivamente a interessarsi di fatti di cronaca di rilievo internazionale che gli aprono la strada al professionismo con praticantato effettuato in parte alla “Gazzetta di Genova” e in parte al “Corriere Marcantile”. Permanenza di due anni nel quotidiano ligure del pomeriggio dove segue prima casi di cronaca cittadina per poi essere inviato su casi nazionali e internazionali come il sequestro e l’assassinio dell’onorevole Aldo Moro del quale recuperò la prima lettera scritta dalla prigione delle brigate rosse. La missiva del presidente della Democrazia Cristiana venne ritrovata in un bidone della spazzatura in via De Amicis a Genova, a pochi passi dalle redazioni de “Il Corriere Mercantile” e de “Il Secolo XIX”.
Nell'estate del 1978 è assunto nella redazione centrale de “Il Secolo XIX” dove si occupa prima di economia marittima, poi di cronaca, diventandone capo servizio negli anni successivi. Laureato in sociologia, ha sempre cercato di cogliere l'essenza della notizia senza mai perdere di vista l'aspetto umano dei fatti e i riflessi sociali sui comportamenti dei protagonisti, singoli o gruppi. Nel corso degli anni, pur non lasciando mai la redazione del “Secolo XIX”, ha tenuto rapporti di collaborazione con “Avvenire”, “Corriere della Sera”, “La Repubblica” e “La Stampa”.
Per due volte consecutive, nel 1983 e nel 1986, è stato premiato nel contesto del “Cronista dell'anno”, manifestazione ideata e organizzata dall'Unione Nazionale Cronisti Italiani. Ha ricoperto incarichi sindacali nazionali tra i quali componente della commissione paritetica Federazione Nazionale della Stampa Italiana-Federazione Italiana Editori sulle redazioni decentrate in relazione all'introduzione delle nuove tecnologie. Componente del Consiglio Nazionale dell'Unci, ne è diventato membro eletto in permanenza, riconoscimento conferitogli per il lavoro svolto in favore della categoria giornalistica. Ha ricoperto anche incarichi nel Consiglio dell'Ordine dei giornalisti della Liguria e nell'Associazione Giornalisti Liguri. I due premi nazionali di giornalismo gli sono stati assegnati per avere (1983) scoperto il traffico dall'Italia alla Francia di fusti di diossina provenienti dal disastro di Seveso, e per essere stato (1985) il primo giornalista al mondo a effettuare un servizio radiofonico (Gr2 Rai) dal Cairo (Egitto) sull'assalto terroristico alla motonave “Achille Lauro”. La sua firma è oggi riprodotta su una delle piastrelle che costellano il famoso “Muretto di Alassio”.
Per anni si è interessato di scambi culturali tra Italia e Francia diventando anche componente del “Club de la Presse dell'Arco Mediterraneo” in rappresentanza dei giornalisti italiani. Il 20 febbraio del 2002, il Ministro della Cultura del Governo Francese, Cathérine Tasca, gli ha conferito l'onorificenza di “Chevalier de l'Ordre des Arts et des Lettres” riconoscimento di grande prestigio con la seguente motivazione: <…pour la contribution qu'il a apporté au rayonnement de la culture en France et dans le monde>. Più volte componente della commissione statale d'esame per l'abilitazione al giornalismo professionistica, ha partecipato a numerosi incontri a livello internazionale su temi specifici della comunicazione, tenendo anche conferenze alle Università di Nizza e di Tunisi.
Appassionato di storia contemporanea, ha scritto otto libri passando dall'attualità della prima tangentopoli che vide implicato, a metà degli anni Ottanta, il presidente della Regione Liguria, alla Seconda guerra mondiale. Tema principale delle sue opere la Resistenza, anche in omaggio al padre partigiano. Nell’ottobre del 2019 ha conquistato la “Menzione d’onore” al Premio letterario Guido Gozzano (terzo premio “Augusto Monti”), per l’opera “Resistenza Svelata - L’agente segreto suor Carla De Noni (Fusta Editore). È autore anche di una biografia su Alessandro Natta, l'ultimo segretario del Partito Comunista Italiano del quale era diventato interlocutore privilegiato riuscendo a intervistarlo per primo appena abbandonò la politica attiva. Altra intervista scoop fu quella che gli concesse subito dopo l’arrivo a Hammamet l’ex presidente del Consiglio dei Ministri e segretario del Partito Socialista Italiano Bettino Craxi. Tra il 2010 e il 2015 è stato fondatore e direttore responsabile del mensile di attualità bilingue italiano-francese “Rivisto”. Fino a metà del 2020 è stato ideatore e conduttore del programma settimanale “L'irriverente” in onda su “Imperia TV”, emittente televisiva della Liguria.

## Opere
- Maldiskandalo (Edizioni Il Ponente 1985)
- Storie di uomini e di donne - Gli anni difficili della Resistenza (Calvo Editore 1995) ristampa e seconda edizione (Privitera Editore 2006)
- Diventare uomo-La Resistenza di Baletta con prefazione di Alessandro Natta (Ennepilibri 1989) ristampa e seconda edizione (Edizioni Totalprint 1999)
- Alessandro Natta-Il semplice frate (Privitera Editore 2001)
- La Casa di Geppe…un percorso nella Resistenza (Privitera Editore 2015)
- L'Angelo del turismo (Fratelli Stalla, Albenga, 2015)
- Il coraggio di Cion. La vera storia del partigiano Silvio Bonfante (Fusta Editore, 2016)
- Resistenza svelata. L'agente segreto suor Carla De Noni (Fusta Editore, 2018)
- Il ritorno di Pricò. Un'altra Resistenza (Fusta Editore, 2020)
- Il boia e la contessa (Fusta  Editore, 2022)
- Tradito. Don Giacomo Bonavia e i preti ribelli (Fusta  Editore, 2023)

## Riconoscimenti
- “Premio il Cronista dell'Anno” nel 1983 e nel 1986
- “Chevalier de l'Ordre des Arts et des Lettres” nel 2002
- Premio “Guido Gozzano”, sezione “Augusto Monti”, menzione d’onore nel 2019

| Controllo di autorità | SBN RAVV108466 |